# Diego Núñez de Figueroa
Diego Núñez de Figueroa († 28. Juni 1613) war ein römisch-katholischer Geistlicher.
Núñez de Figueroa wurde im Pontifikat von Papst Gregor XIII. am 26. Januar 1576, also drei Tage nach Errichtung des Bistums, zum Bischof von Macau ernannt. Am 27. Oktober 1578 trat er als Elekt, also ohne die Bischofsweihe empfangen zu haben, zurück. Er hat auch China nicht betreten. Die eigentliche Verwaltung des Bistums nahm Melchior Miguel Carneiro Leitão als Apostolischer Administrator wahr. Dieser war eigentlich Lateinischer Patriarch von Äthiopien, da er dort nicht wirken konnte, sandte der Papst ihn 1565 nach Macau.